# Métropole de Kitros, Katérini et Platamon

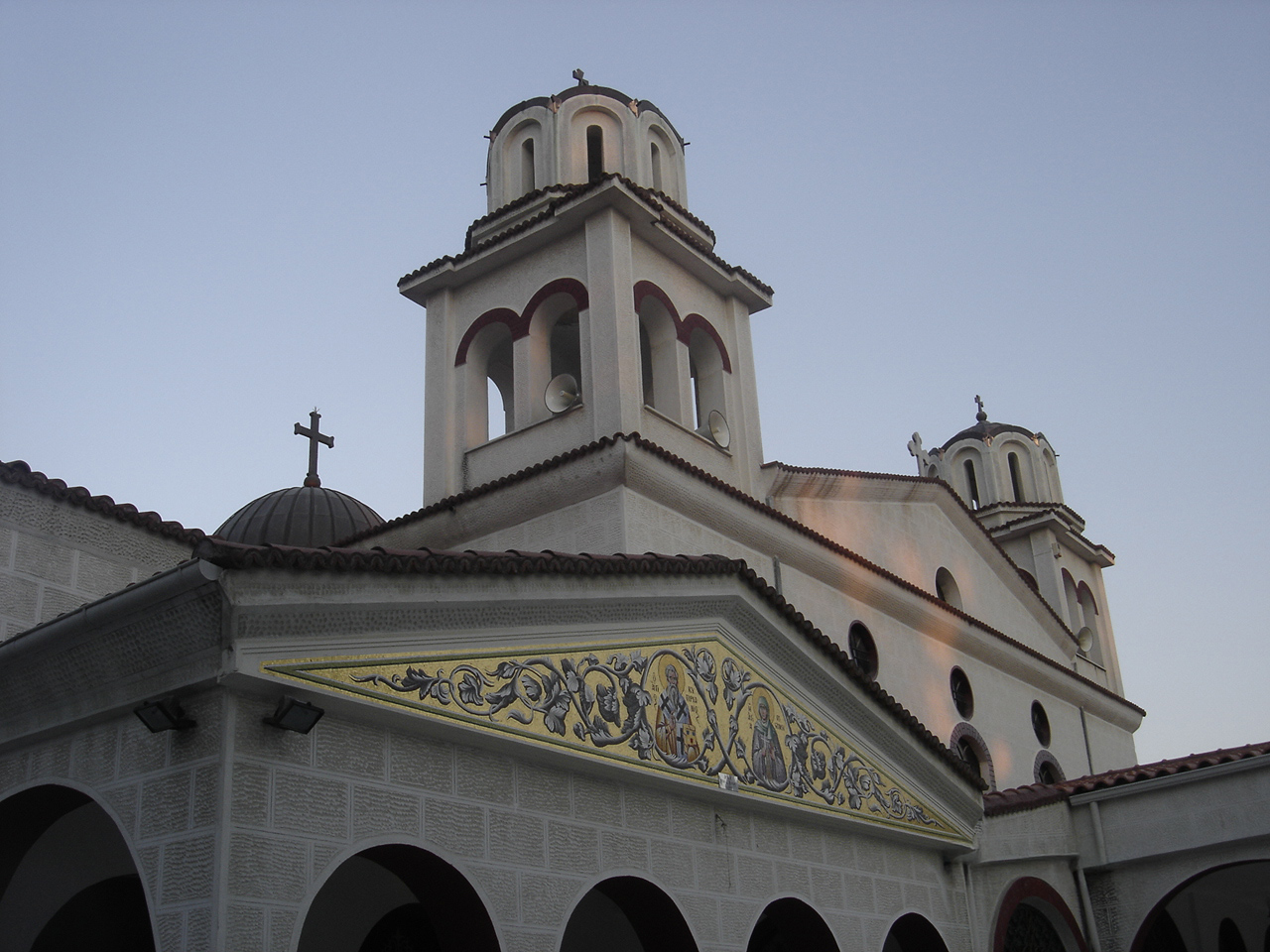
Métropole de l'Ascension à Katérini

La Métropole de Kitros, Katérini et Platamon (en grec byzantin : Ιερά Μητρόπολις Κίτρους, Κατερίνης και Πλαταμώνος) est un évêché du Patriarcat œcuménique de Constantinople provisoirement autorisé à participer à la vie synodale de l'Église orthodoxe de Grèce. Elle a son siège à Katérini et étend son ressort sur le district régional de Piérie, au sud de la Macédoine.

## La cathédrale
C'est l'église de l'Ascension à Katérini.

## Les métropolites
- George (né Chrysostomou à Thessalonique en 1964) depuis 2014.
- Agathonique (né Georges fils de Nicolas Phatouros, à Aigio, d'une famille corinthienne) de 1985 à 2013.

## Le territoire

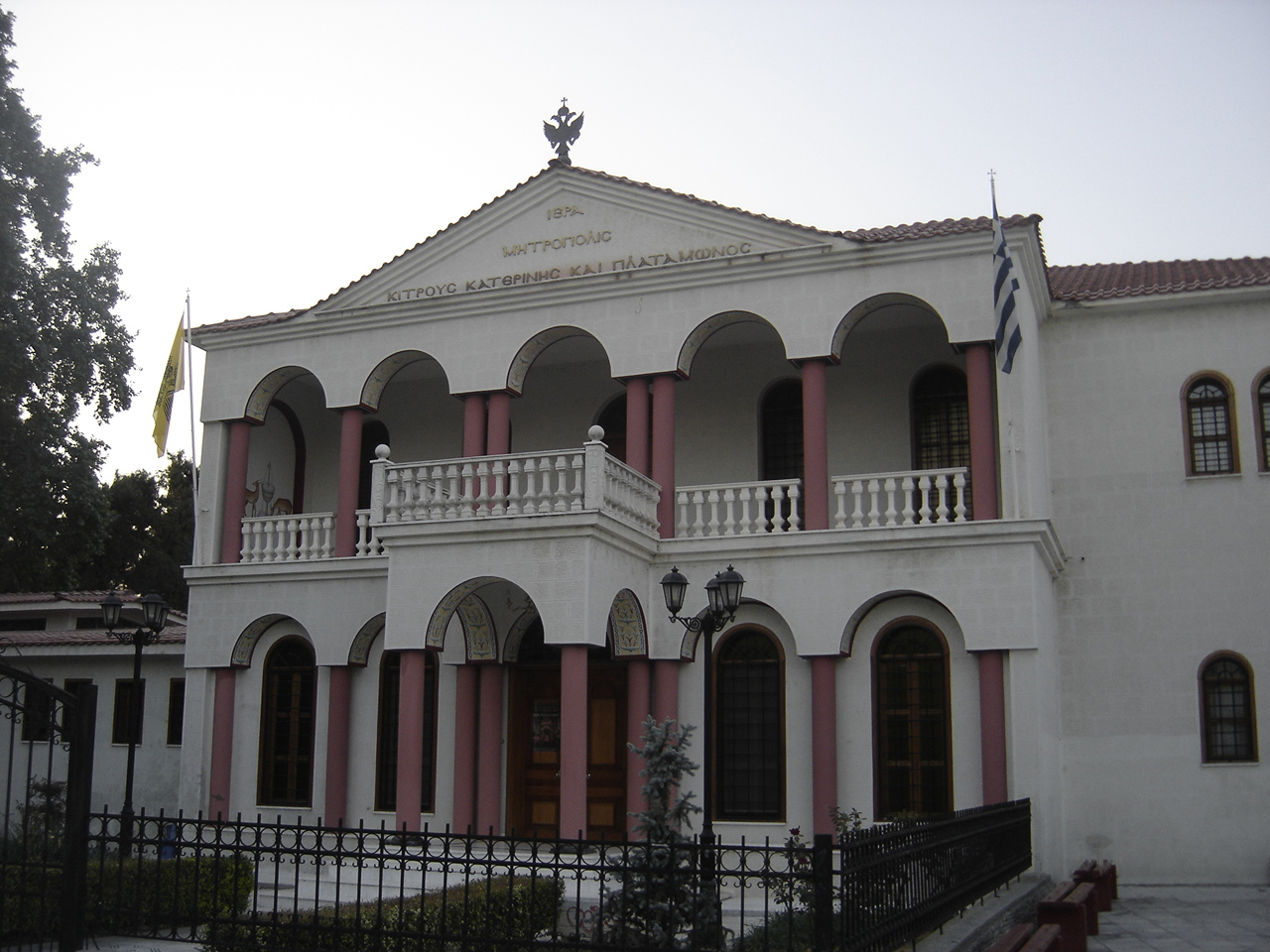
Les bureaux de la métropole à Katérini.

Le diocèse de la métropole compte 97 desservants et 78 paroisses dont :
- Katérini (8 paroisses) :
  - Ascension, Sainte-Anne, Sainte-Parascève, Sainte-Trinité, Saint-Côme d'Étolie, Saint-Sabbas le Sanctifié, Saint-Charalampe, Nativité de la Mère de Dieu (Pantanassa).
- Aiginio (2 paroisses)
- Éphésos (2 paroisses)
- Kitros (1 paroisse) :
  - Saints-Constantin et Hélène
- Kolindros (2 paroisses)
- Kondariotissa (2 paroisses)
- Litochoro (2 paroisses)
- Platamon (1 paroisse) :
  - Transfiguration du Sauveur

## Les monastères

### Monastère d'hommes
- Saint-Denis de l'Olympe, fondé en 1438.

### Monastère de femmes
- Saint-Éphrem près de Kondariotissa, fondé en 1985.
- Saint-Athanase de Kolindros, fondé en 1987.

### Métochia
- Métochia (dépendances) du monastère Saint-Denis : 
  - Sainte-Salomonie à Litochoro.
  - Saint-Georges de Moschopotamos (skite de femmes).
  - Saint-Georges à Korinos.

## Les sources
- (el) Le site de la métropole : http://www.imkitrous.gr
- Diptyques de l'Église de Grèce, éditions Diaconie apostolique, Athènes (édition annuelle).